# Jorge Posada

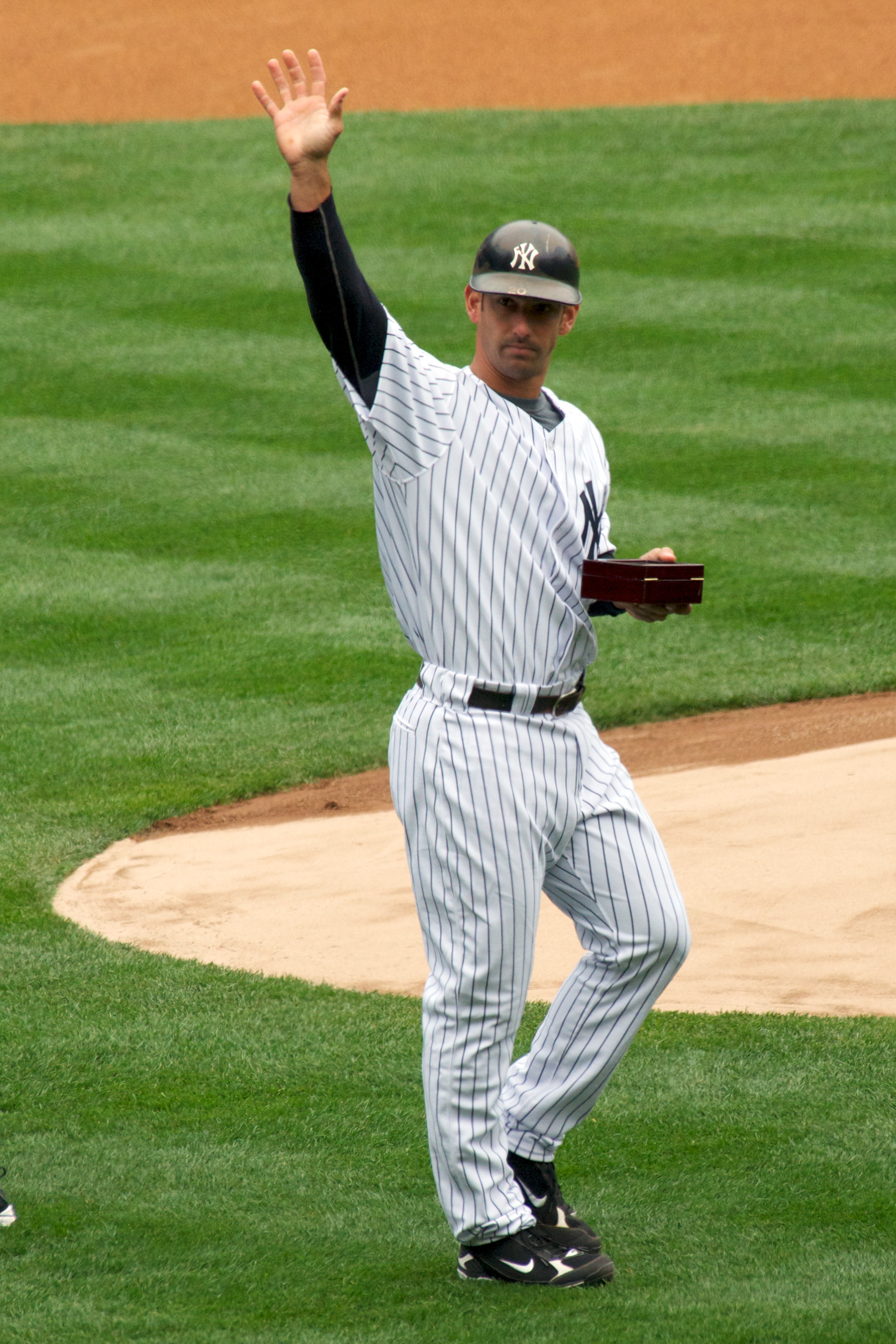
Jorge Posada, 2010.

Jorge Rafael Posada Villeta, född 17 augusti 1970 i Santurce i San Juan, är en puertoricansk före detta professionell basebollspelare som spelade som catcher för New York Yankees i Major League Baseball (MLB) mellan 1995 och 2011.
Han blev draftad av Yankees i 1990 års MLB-draft.
Posada vann fyra World Series och fem Silver Slugger Award. Han fick sitt tröjnummer #20 pensionerad av dem den 22 augusti 2015.